# Березлоджі (Румунія)
Березлоджі (рум. Berezlogi) — село у повіті Ясси в Румунії. Входить до складу комуни Сірецел.
Село розташоване на відстані 336 км на північ від Бухареста, 69 км на північний захід від Ясс.

## Населення
За даними перепису населення 2002 року у селі проживали 275 осіб, усі — румуни. Усі жителі села рідною мовою назвали румунську.